# 전규호
전규호(1979년 10월 8일 ~ )는 대한민국의 음악가이자 록 밴드 국카스텐의 기타리스트이다.
일렉트릭 기타의 이펙터를 사용하여 사이키델릭한 기타 연주를 보여주는 기타 연주자이다. 'kyo,(교)'라는 별칭이 있다.

## 음악적 색채
국카스텐에서 하현우가 송라이팅을 담당한다면 전규호는 테크니션을 담당한다. 그의 기타는 하프, 피아노, 건반, 스트링, 때로는 사람의 비명소리가 되어 국카스텐의 사이키델릭하고도 드라마틱한 음악을 완성한다. '그의 취미가 이펙터를 제작하는 것이라고 한다'는 것은 과장된 것이라고 본인이 직접 밝혔다. 정확히는 자신의 기타톤을 만들어 쓴다는게 와전된 내용임을 인터넷 팬클럽에서 밝힌바 있다. 루비살롱 레코드의 대표인 이규영의 인터뷰에서, "걔는 장난이 아니야, 차도 자기가 다 고쳐, 이펙터도 자기가 만들어 쓴다니까? 맥가이버야."라고 말한 것에서 그러한 오해가 생겼다.

## 공연에서의 특이사항
- 공연을 할 때 몇몇곡에서 기타를 손에서 떼고 확성기를 들고 코러스를 넣는다.
- 사운드를 위해 라이브 공연장에서 오실로스코프를 가져와서 직접 사운드를 만든다.

## 음반

### 참여 음반
- 윤미래 With 타이거 JK & 비지 - Angel (2014년 12월 8일, 디지털싱글)

전규호가 기타세션으로 참여하였다.